# 华少
华少（1981年3月16日—），本名胡乔华，浙江卫视主持人，主持过多档娱乐节目，包括《中国好声音》、《中国新歌聲》、《夢想的聲音》等。

## 生平
1981年，华少出生于浙江省杭州市的一个普通工人家庭。其幼時父母离异后，他一直與父亲共同生活。由于在单亲家庭生长，他幼時有内向自闭社交恐惧症。先后就读于杭州市铁路五小、杭州市铁路中学，於就讀中学时他就显露出广播的天赋，后来考入浙江广播电视大学艺术分校。还在就学时於1999年就进入杭州经济之声电台(现更名为杭州交通经济广播)主持节目。2005年转入浙江电视台。
据他个人介绍，他的艺名之所以叫“华少”，是来自于他喜欢刘德华2000年主演的一部浪漫喜剧片《孤男寡女》。华少幼时的梦想是想成為一名公交车司机，“因为带着一车人很拉风，而且人人都得听他的”；进入电视台后的最大职业梦想是做电影导演。
华少已婚并有一个2007年出生的儿子米乐，妻子秦利鸽在浙江卫视从事电视编导的幕后工作。

## 事业
2005年开始在浙江卫视主持节目。2007-2011年连续5年与朱丹搭档主持《我爱记歌词》、《爱唱才会赢》、《中国梦想秀》等节目。2011年获十大新锐华语风采主持榜单“个性魅力风采主持”。2012年主持《中国好声音》得到广泛关注。
除了节目主持，他还热心并涉足于文学创作、电影、话剧、音乐、导演等领域，被视为一个全能主持人。

## 争议

### 鱼子酱事件
在2021年节目《寶藏般的鄉村》环节中，女嘉宾孔雪兒被安排吃鱼子酱，同场男嘉宾华少、费启鸣、熊梓淇对孔雪儿提问鱼子酱是否应配蘸料，以及她一口吞的吃法起哄调侃。该节目片段2022年底在微博再度流传，网民认为以华少为首的男嘉宾对孔雪儿出身贫寒，不会吃鱼子酱一事态度嫌弃，自我优越，且在场男嘉宾没有考虑到女嘉宾镜头前舔食物会面临的尴尬，反而在见她吞食后作势大笑，缺乏尊重。华少在12月21日发表道歉，并表示孔雪儿是由他力荐才参与节目。

## 节目主持
- 《追我吧》
- 《中国好声音 (2012年-2015年、2018年-2023年)》
- 《中国好声音·越剧特别季》
- 《中国梦想秀》
- 《我爱记歌词》
- 《男生女生》
- 《娱乐星空》
- 《我是大评委》
- 《麦霸英雄汇》
- 《爱唱才会赢》
- 《爽食行天下》
- 《婚姻保卫战》
- 《你正常嗎》
- 《大牌驾到》（腾讯视频）
- 《了不起的挑战》
- 《全民奧斯卡》
- 《中國新歌聲 (第一季) (總決賽)》
- 《中國新歌聲 (第二季)》
- 《夢想的聲音》
- 《中国有嘻哈 (總決賽)》
- 《天生是優我》
- 《蜜蜂少女隊》
- 《我們十七歲》
- 《即刻電音 (總決賽)》（腾讯视频）
- 《我們長大了》
- 《閃光的樂隊》

## 影视演出
电影
- 《生日快乐》
- 《越来越好之村晚》
- 《101次求婚》
- 《唇唇欲动》
- 2015年，《大囍臨門》
- 2015年，《何以笙箫默》
- 2015年，《恋爱排班表》
- 2015年，《落跑吧！愛情》

电视剧
- 2013年，《七年之痒》

微电影
- 《一场婚礼一场葬礼》，自导自演

## 创作作品
- 与王滔共同创作单曲《爱上西湖》
- 为凌晗单曲《晗羞草》填词
- 为《为爱向前冲》主题曲填词
- 与黄洋共同创作单曲《给力2010》
- 与刘峥共同导演多亮演唱的《Total.Recal》中文宣传曲MV《全面回忆》

### 传记
亲笔自传《梦想，不过是个痛快的决定》于2013年8月上市发售。本书由中南博集天卷和湖南文艺出版社共同策划出版，著名作家沈宏非作序推荐。封面的标题为「梦想可以妥协，但绝不会投降」。书中24万字详细记录了华少30年的成长经历和追梦故事，并首次曝光华少珍藏的100多张家庭照片。

## 荣誉
- 2002年，主持《神采飞扬》节目，获杭州市级综艺节目栏目一等奖
- 2005年，主持《交通快活人》节目，获杭州十大品牌栏目
- 2011年，获十大新锐华语风采主持榜单“个性魅力风采主持”
- 2011年，获第七届“全国德艺双馨电视艺术工作者”称号